# Cray-1

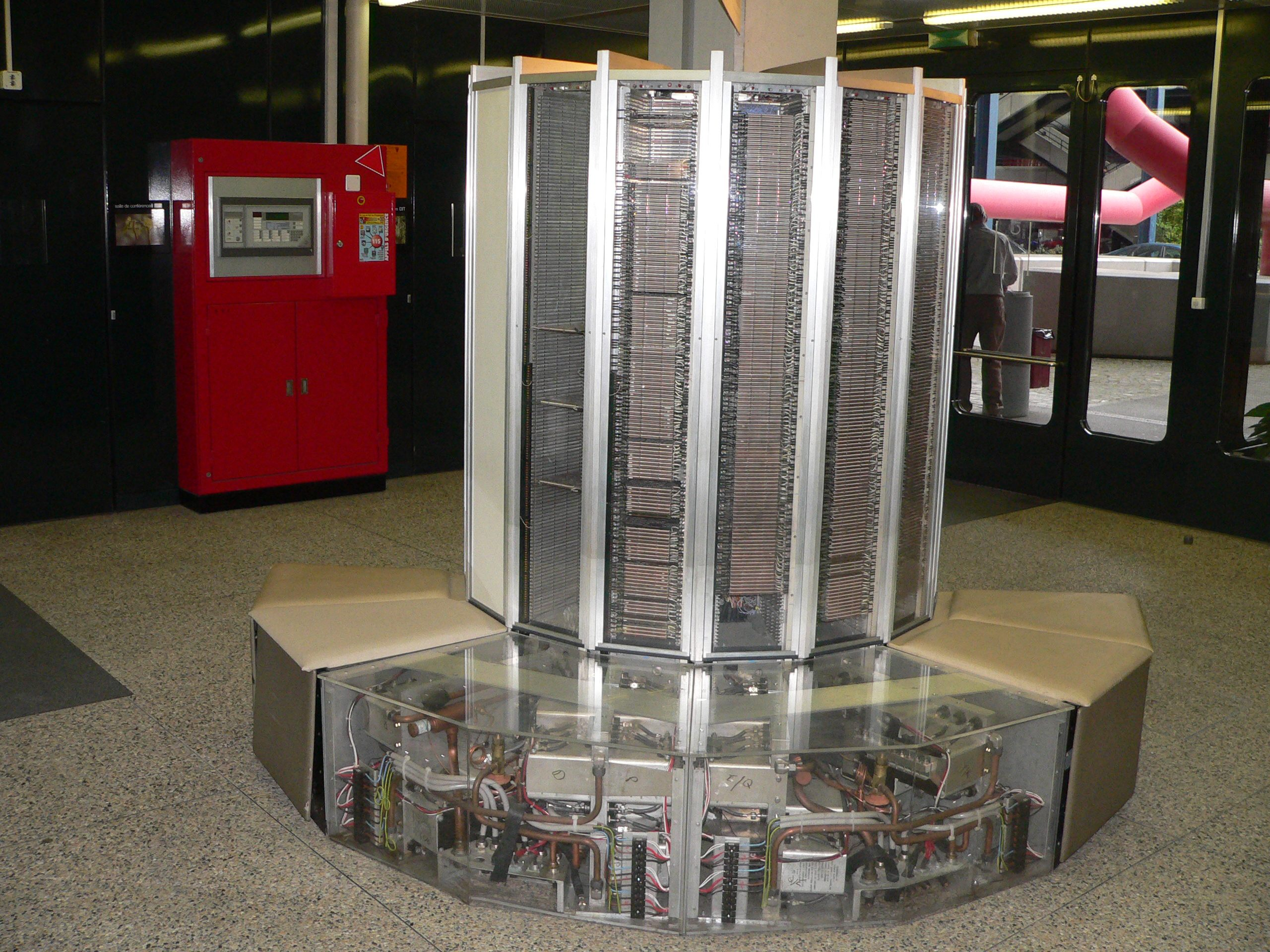
Cray-1 Федеральної політехнічної школи Лозанни

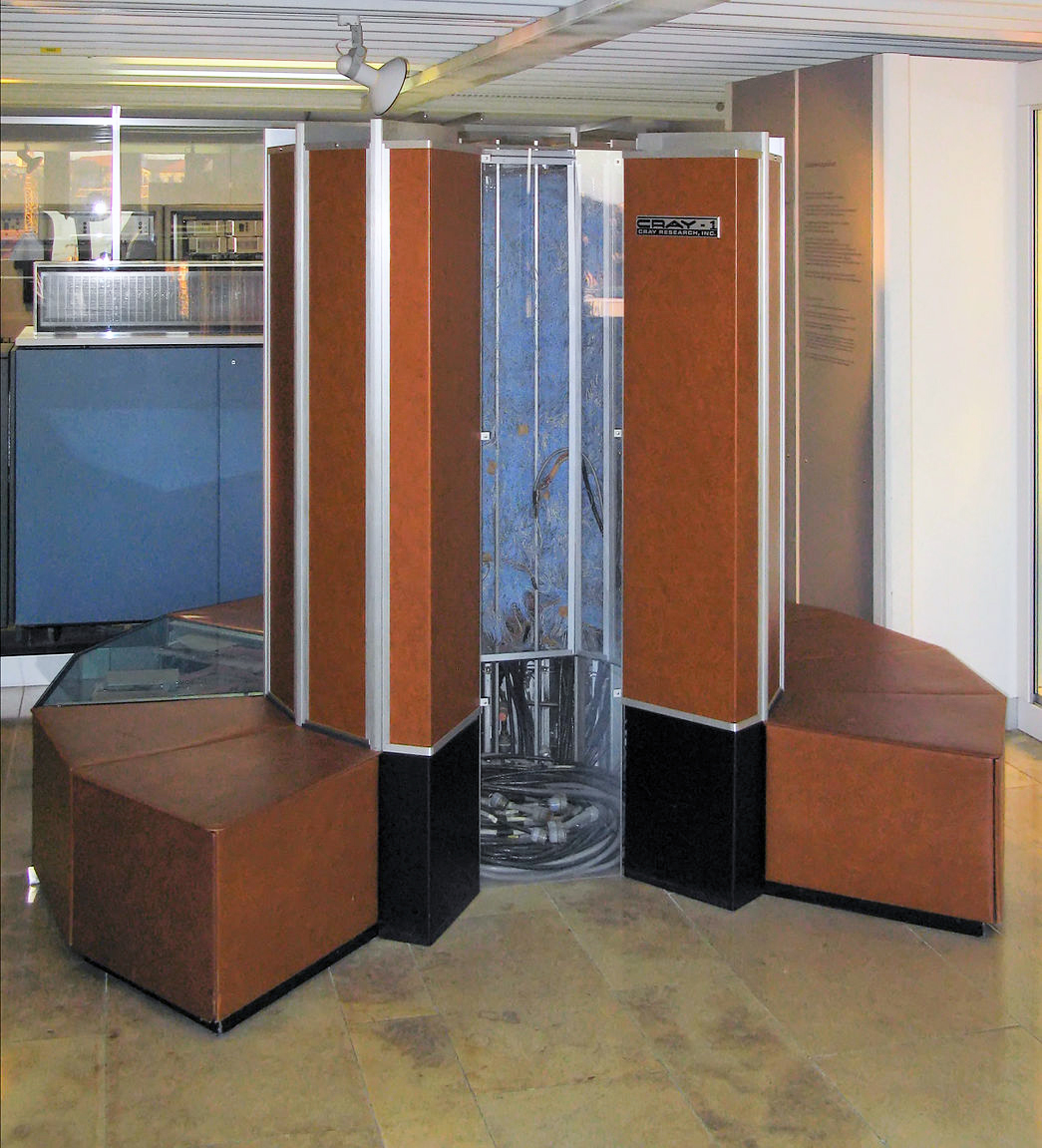
Cray-1 в Німецькому музеї в Мюнхені

Cray-1 — Суперкомп'ютер, спроектований Сеймуром Креєм і створений компанією Cray Research Inc. в 1976 році. Пікова продуктивність машини — 133 Мфлопс.
Це перший суперкомп'ютер компанії Cray Research, заснованої «батьком суперкомп'ютерів» — Сеймуром Креєм, після того, як він пішов з компанії CDC.

## Історія створення
Приступаючи в 1972 році до нового комп'ютера, Крей врахував помилки свого попереднього невдалого проекту CDC 8600, а також плюси і мінуси конкуруючого проекту CDC STAR-100.
По-перше, він відмовився від транзисторів на користь інтегральних мікросхем (ІС), які давали таку щільність упаковки логічних елементів при високій надійності, яку неможливо було досягти за допомогою транзисторів. Це дозволило без втрати продуктивності підвищити час на такт до 12,5 нс (80 МГц), замість амбітних 8 нс (125 МГц) в CDC 8600. По-друге, він відмовився від багатопроцесорної системи на користь векторного процесора, як у проекту-конкурента CDC STAR-100.
Далі Крей врахував недоліки STAR-100. Комп'ютеру під час виконання програми потрібно виконувати як векторні, так і скалярні обчислення. STAR-100 показував високу швидкість на векторних обчисленнях, але був повільним в скалярних. Через це STAR-100 показував високі результати лише на спеціальних завданнях, де була потрібна обробка великих масивів даних. Для Cray-1 Сеймур Крей побудував процесор, який швидко виконував і скалярні і векторні обчислення. Цього вдалося домогтися через створення так званих «векторних регістрів» — модулів пам'яті невеликого обсягу, які розташовувалися близько до процесора і працювали дуже швидко (але коштували дуже дорого). Таким чином центральний процесор брав дані з регістрів і записував дані теж в регістри, реалізуючи новий принцип роботи з пам'яттю «регістр-регістр», в той час як CDC STAR-100 використовував колишній спосіб роботи з пам'яттю — «load-store», тобто читання і запис в пам'ять (яка була повільною) безпосередньо. У CDC STAR-100 основна пам'ять була на феромагнітних осердях, а в Cray-1 для пам'яті використовувалися напівпровідники. Крім того CDC STAR-100 будувався сумісним з попередніми моделями компанії CDC 6600 і CDC 7600, а Cray-1 починався з нового аркуша, і сумісності з попередніми моделями не було потрібно, що значно полегшувало завдання Крею. У 1974 році перші тести машини показали продуктивність 80 MFLOPS.

## Архітектура Cray-1
ОП (від 1 до 4 мегаслів), великий набір процесорних регістрів, що складаються з групи векторних регістрів по 64 елементи, блок скалярних регістрів, блок адресних регістрів. Кожна група регістрів пов'язана зі своїм конвеєрним процесором.
Дана система могла виконувати скалярні операції над векторними даними, над адресами, числами з рухомою комою (порядок — 15, мантиса — 49). Швидкодія 180 млн операцій з рухомою комою за секунду. Команди довжиною 16 або 32 розрядів. У коротких командах 7 розрядів виділяється під код операції, 3 адресних поля по 3 розряду, визначали номер регістра для зберігання операндів. У довгих — 22 розряди для того, щоб можна було знайти операнд в загальному полі ОП. Один з регістрів визначає довжину вектора, другий — регістр маски.
Центральний процесор Cray-1 складався з 500 друкованих плат, на кожній з яких з обох сторін розташовувалося по 144 мікросхеми. Всього виходило 144.000 мікросхем, які охолоджувалися фреоном. Для кращого охолодження і циркуляції фреону в охолоджувальній системі центральний процесор був виконаний у стилі «вежі» з 12 колонами, складеними у формі дуги довжиною 270 градусів (у вигляді літери «C» — від «Cray», якщо дивитися зверху), а охолоджувальна система була розташована в підставці цієї вежі. Так був створений характерний, оригінальний і впізнаваний вигляд комп'ютера, що нагадував диван.
Машина пропонувалася в трьох модифікаціях: A, B і C, які відрізнялися один від одного тільки розмірами пам'яті: 1 мільйон слів, 500 тисяч слів і 250 тисяч слів відповідно. З цих модифікацій реально продавалися тільки Cray-1A і Cray-1B. На Cray-1C так і не знайшлося покупця, і відповідно не було побудовано жодного примірника цієї модифікації.

## Успіх на ринку
У 1975 році компанія представила комп'ютер Cray-1 публіці. Захват від машини був таким, що між Лос-Аламоською і Ліверморською лабораторіями — головними споживачами надшвидкісних обчислювальних машин у той час — розгорнулася справжня підкилимна війна. Кожна з лабораторій через своє лобі в Міністерстві енергетики США набивала ціну на машину і всіляко заважала своєму конкуренту придбати перший екземпляр. Зрештою Лос-Аламоська національна лабораторія виграла і отримала примірник з серійним номером 001 в березні 1976 на 6 місяців на пробу. Програмісти лабораторії дали схвальні відгуки про машину, і на підставі цих відгуків першим офіційним замовником Cray-1 в 1977 році став National Center for Atmospheric Research, який заплатив за машину з серійним номером 003 8860000 доларів (7955000 доларів за машину плюс 1 мільйон за диски). Машина надійшла до центру 11 липня 1977 і вступила в дію в грудні 1977 року, змінивши старіючий і перевантажений роботою CDC 7600, і пропрацювала в Центрі до 1989 року. Клієнти могли орендувати Cray-1 за суму 210500 доларів на місяць, година роботи на Cray-1 коштувала 7500 доларів.
При покупці комп'ютера Національний Центр атмосферних досліджень зажадав, щоб у машину був доданий модуль корекції помилок. Після довгих суперечок Крей погодився це зробити. Через це всі машини Cray-1, крім серійного номера 001, вище на 4 дюйма і містять на 8 модулів більше в кожній стійці. Серійний номер 001 після роботи в Лос-Аламосі використовувався Cray Research по всьому світу як тимчасовий комп'ютер, на якому міг тренуватися замовник, чекаючи поставки свого примірника. Серійний номер 001 закінчив свою кар'єру у Великій Британії в травні 1989 року.
Примірник машини з серійним номером 002 залишився в Cray Research, коли були виявлені проблеми з пам'яттю в машині, проданої в Лос-Аламос. Ліверморська національна лабораторія придбала 4 машини Cray-1 в 1978 році.
Конкурентами Cray-1 на ринку суперкомп'ютерів виступали машини компанії CDC CDC STAR-100 і Cyber 76, TI ASC компанії Texas Instruments, ILLIAC IV компанії Burroughs, IBM 370/195, STARAN компанії Goodyear Aerospace і Hypercube компанії IMS Associates. Керівники Cray Research на підставі попереднього досвіду припускали, що їм вдасться продати не більше дюжини машин Cray-1. Всього з 1975 по 1984 рік було продано 61 машина Cray-1, що принесло з собою великий фінансовий успіх і поразку конкурентів: після виходу на ринок Cray-1 компанія Texas Instruments припинила продажі своєї машини TI ASC і більше ніколи не займалася суперкомп'ютерами, компанії CDC вдалося продати тільки 4 машини CDC STAR-100, а IBM втратила інтерес до ринку суперкомп'ютерів.

## Подальший розвиток
- 1979 рік — Cray-1S: оновлена система введення-виведення, яка була головним «вузьким місцем» у Cray-1; збільшений діапазон пам'яті: від 1 до 4 мільйонів слів
- 1982 рік — Cray-1M: у системі використані сучасні, менш дорогі компоненти, що дозволило при тій же продуктивності, що і Cray-1S, знизити вартість машини з 8-13.3 мільйона доларів до 4-7 мільйонів доларів

У 1985 році Крей представив модель наступного покоління Cray-2. Поки Сеймур Крей 5 років працював над Cray-2, в 1982 році паралельною командою інженерів під керівництвом Стіва Чена на основі Cray-1 був створений багатопроцесорний комп'ютер Cray X-MP.

## Програмне забезпечення
У 1978 році для Cray-1 був випущений перший стандартний пакет програмного забезпечення, що складався з трьох головних продуктів:
- Операційна система (Cray Operating System, COS) (пізні машини працювали під UNICOS)
- Мова асемблера Cray (Cray Assembly Language, CAL)[7]
- Cray FORTRAN (CFT)[8], перший компілятор FORTRAN з автоматичною векторизацією

## Музеї
- Національний музей авіації та космонавтики[9]
- Музей комп'ютерної історії в Маунтін-В'ю, штат Каліфорнія, США[10]
- Шведський національний музей науки і техніки, Стокгольм, Швеція,[11][12][13]
- Музей науки, Лондон, Велика Британія[14]
- Комп'ютерний музей DigiBarn в Boulder Creek, штат Каліфорнія, США[15]
- Науковий музей Бредбері в Лос-Аламосі, штат Нью-Мексико, США
- Німецький музей в Мюнхені
- Федеральна політехнічна школа Лозанни в Лозанні, Швейцарія

## Фотографії Cray-1

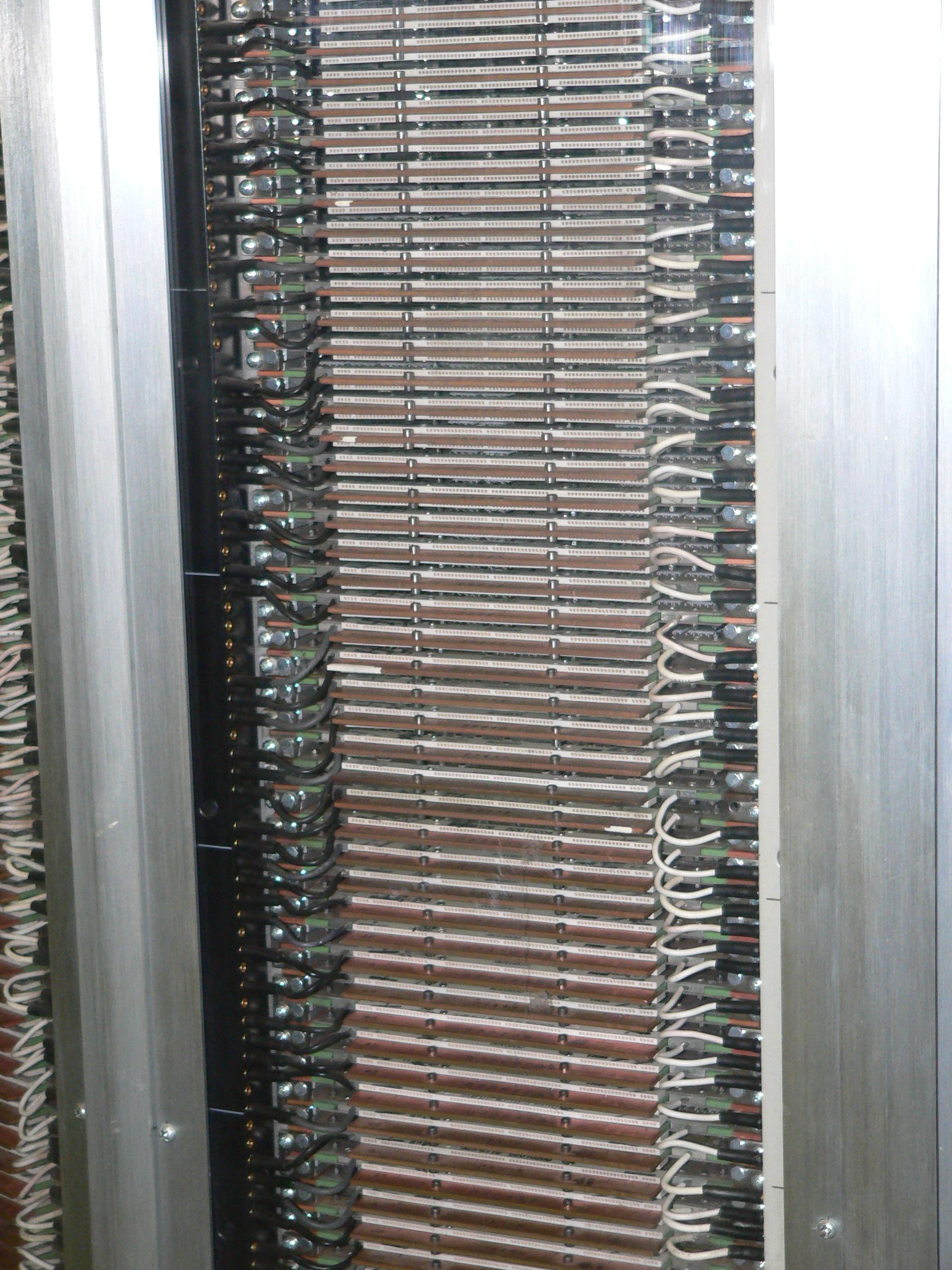
Логічні плати
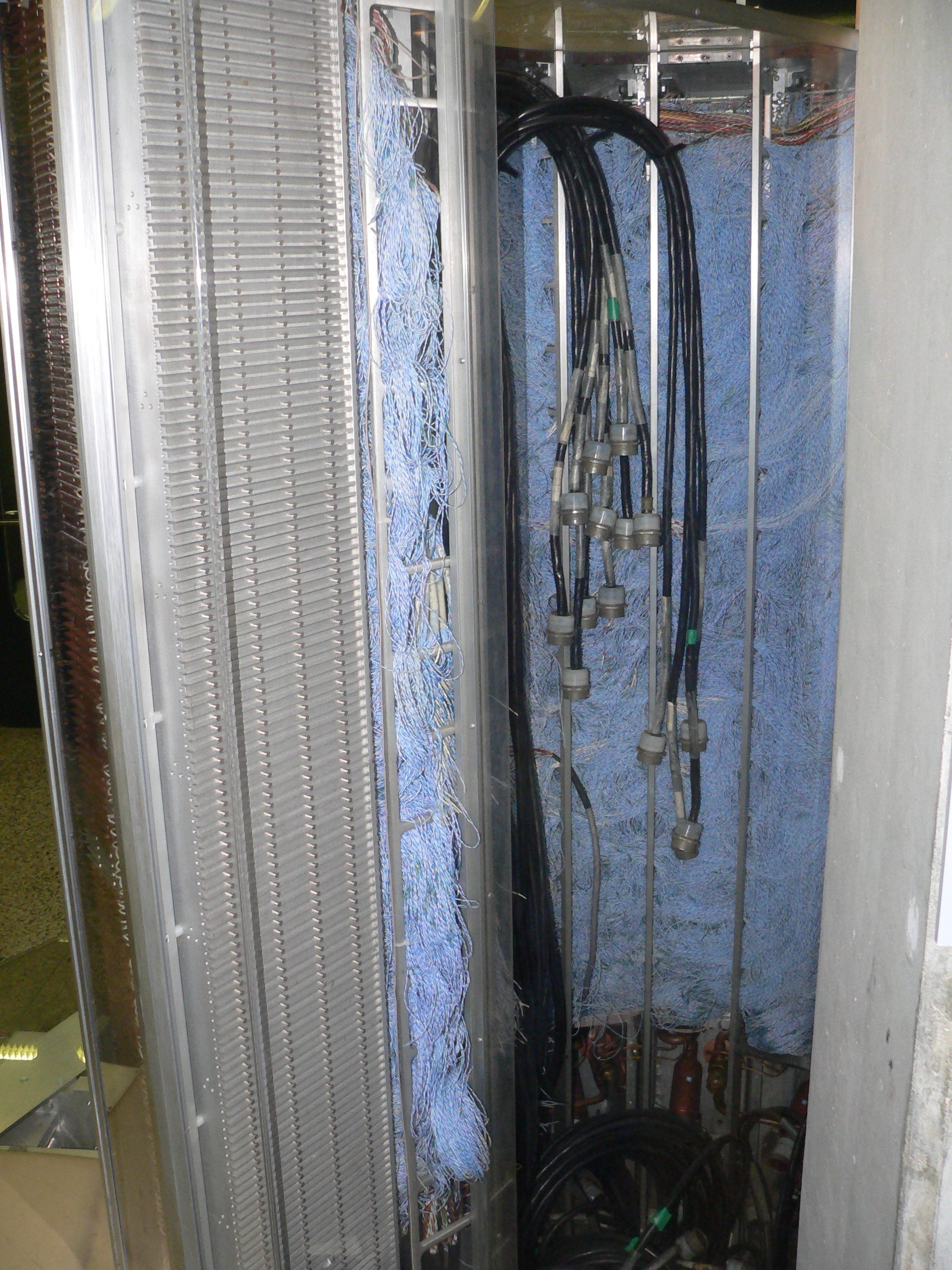
Усередині стійки
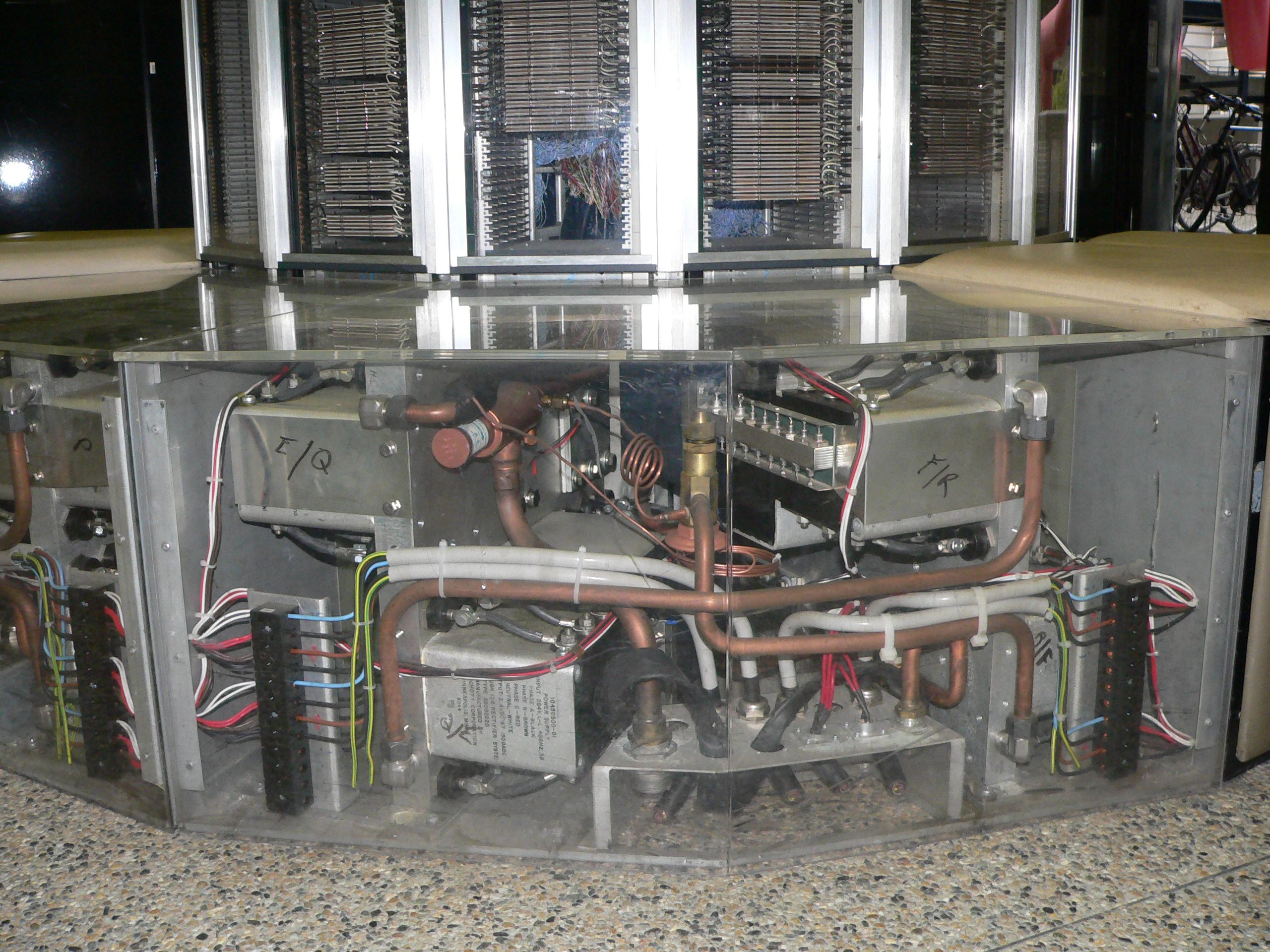
Система охолодження
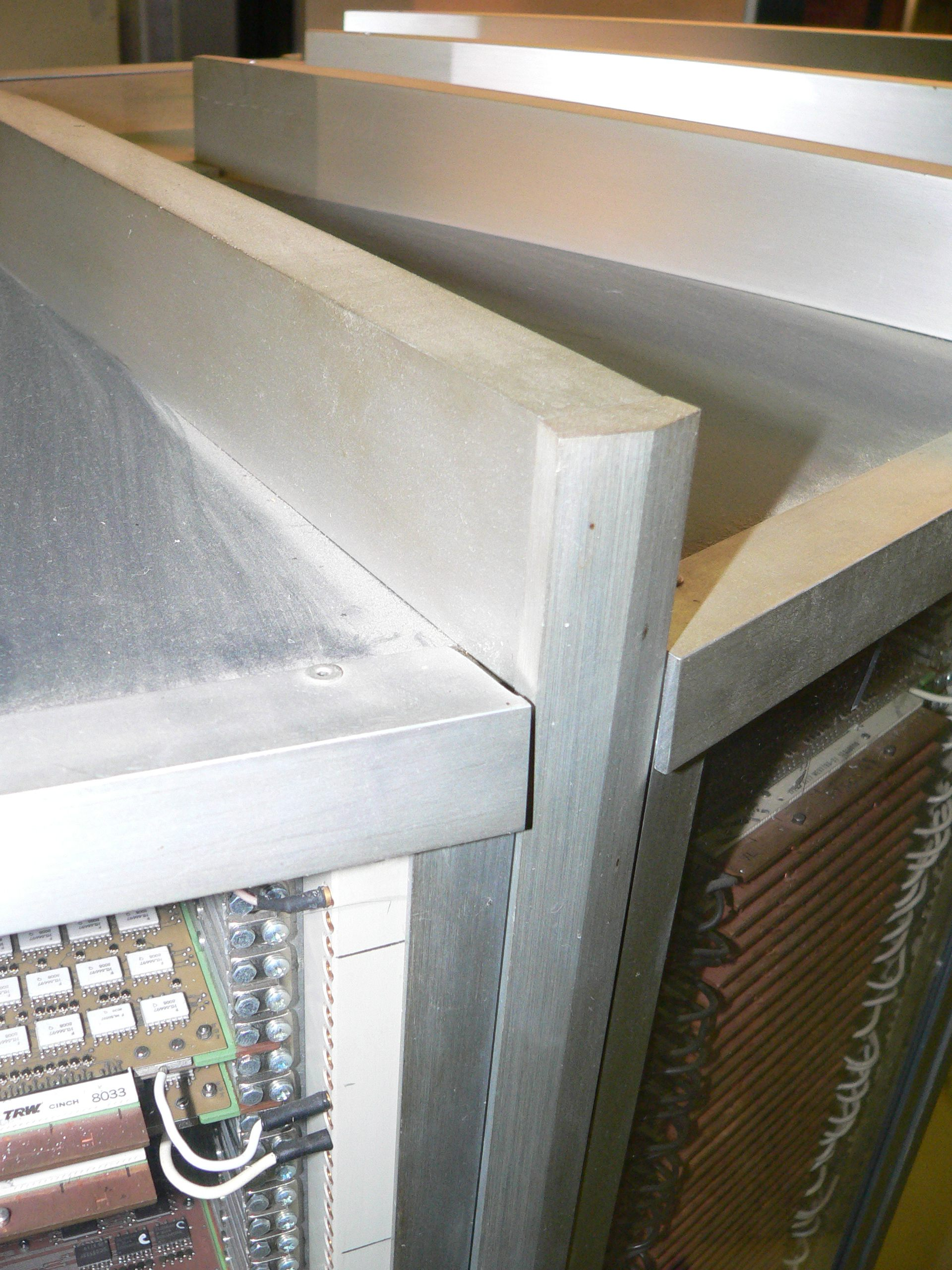
Кришка корпусу
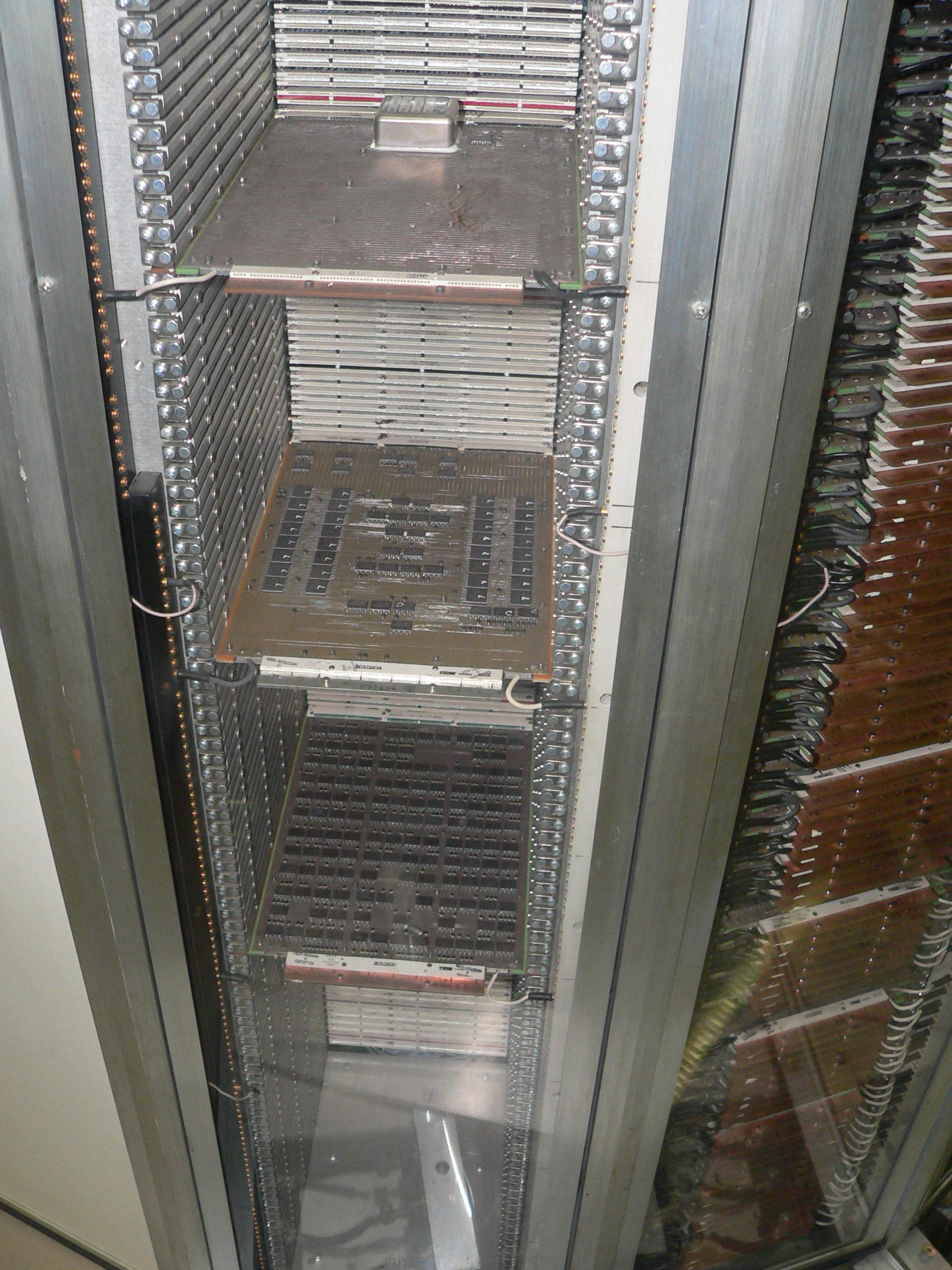
Крупний знімок логічних плат
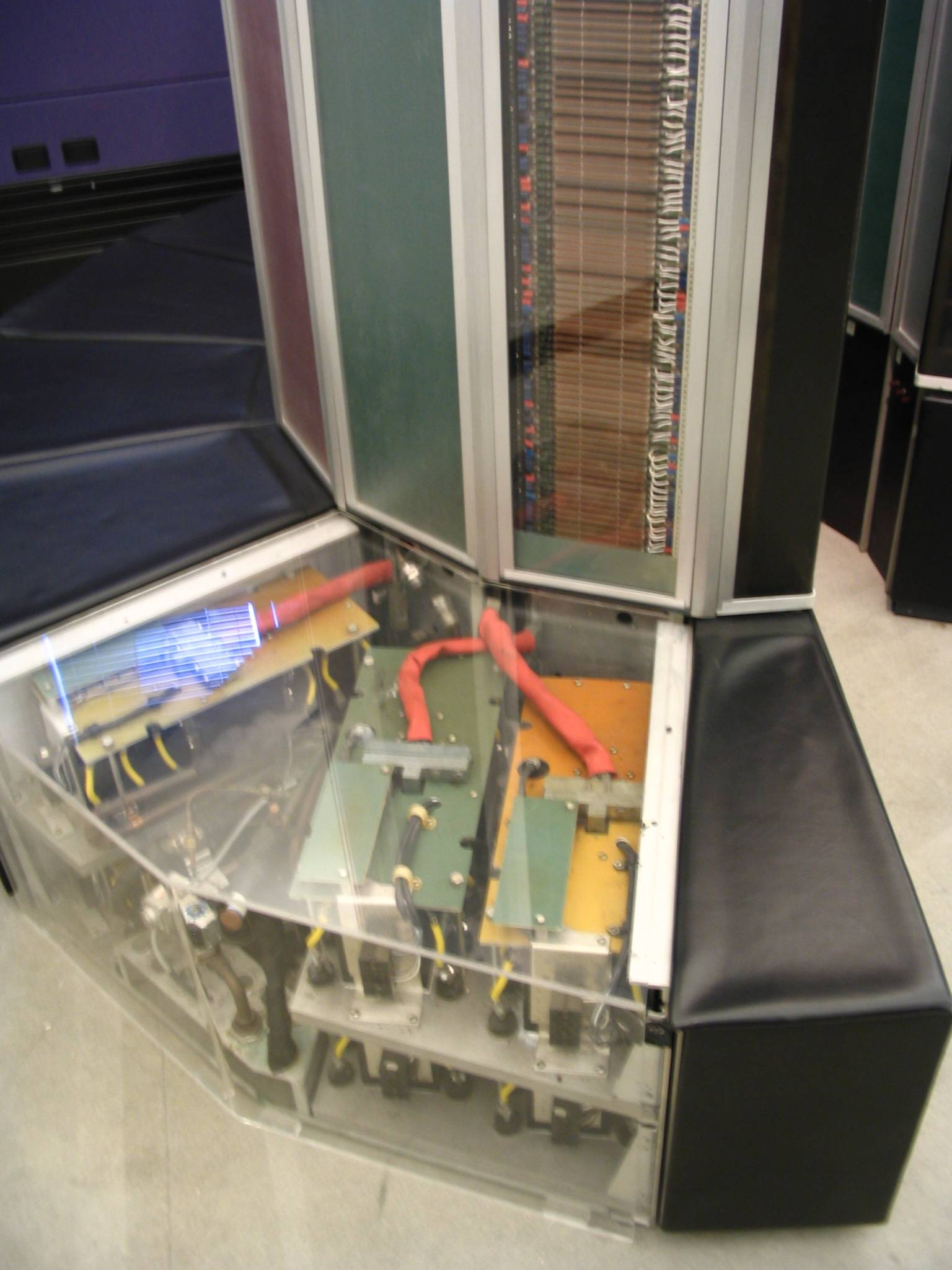
Система живлення Cray-1A
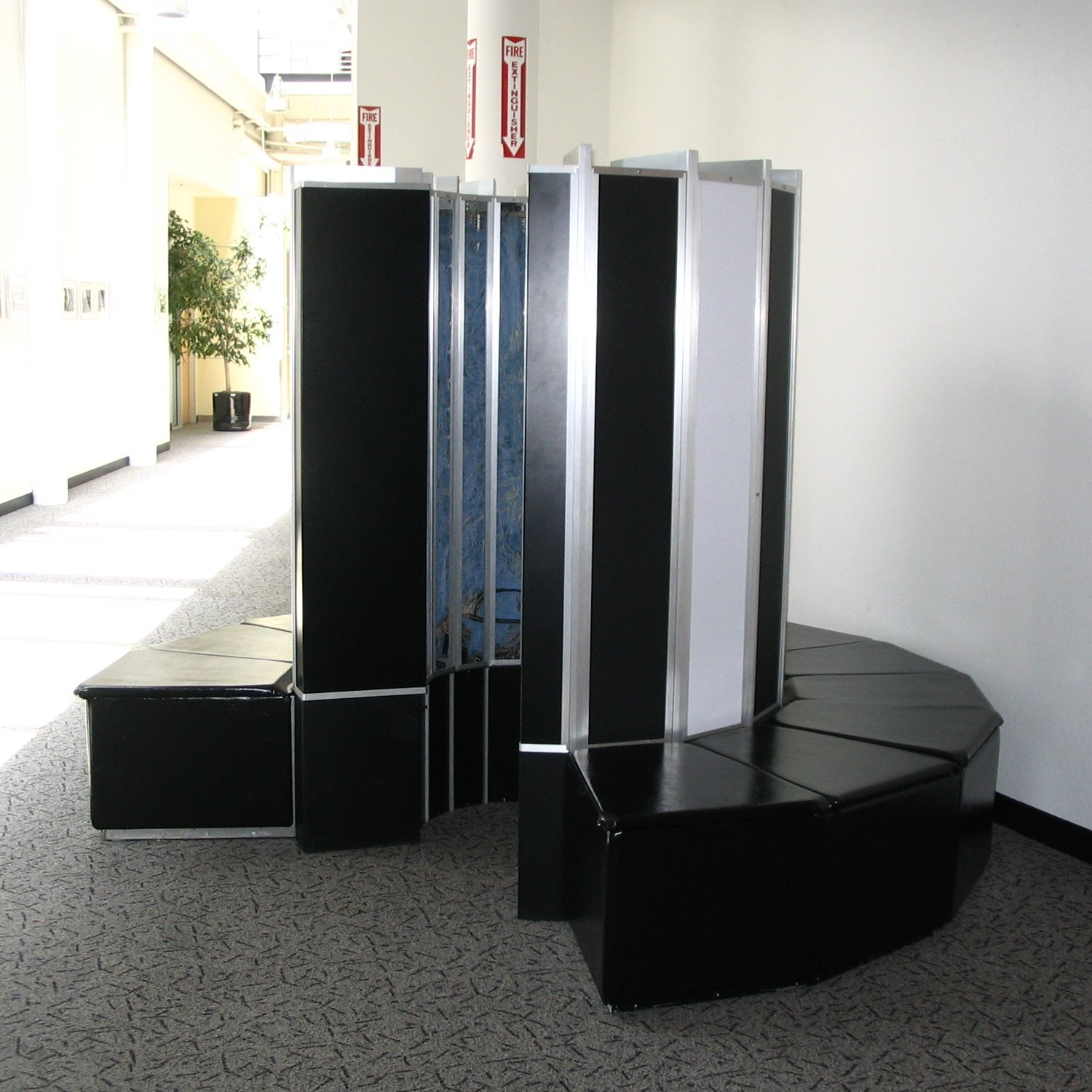
Cray-1 в Музеї комп'ютерної історії
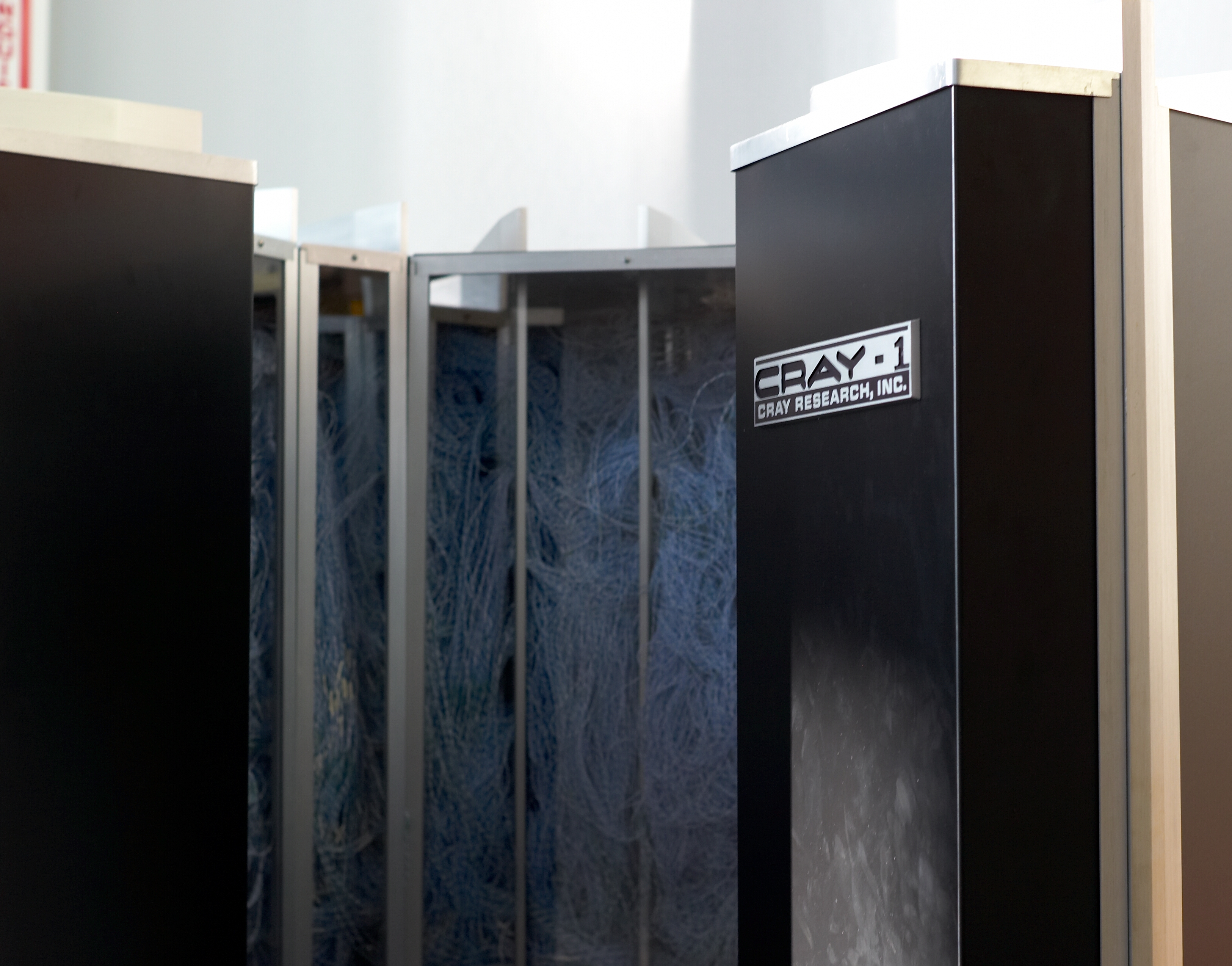
Cray-1 в Музеї комп'ютерної історії
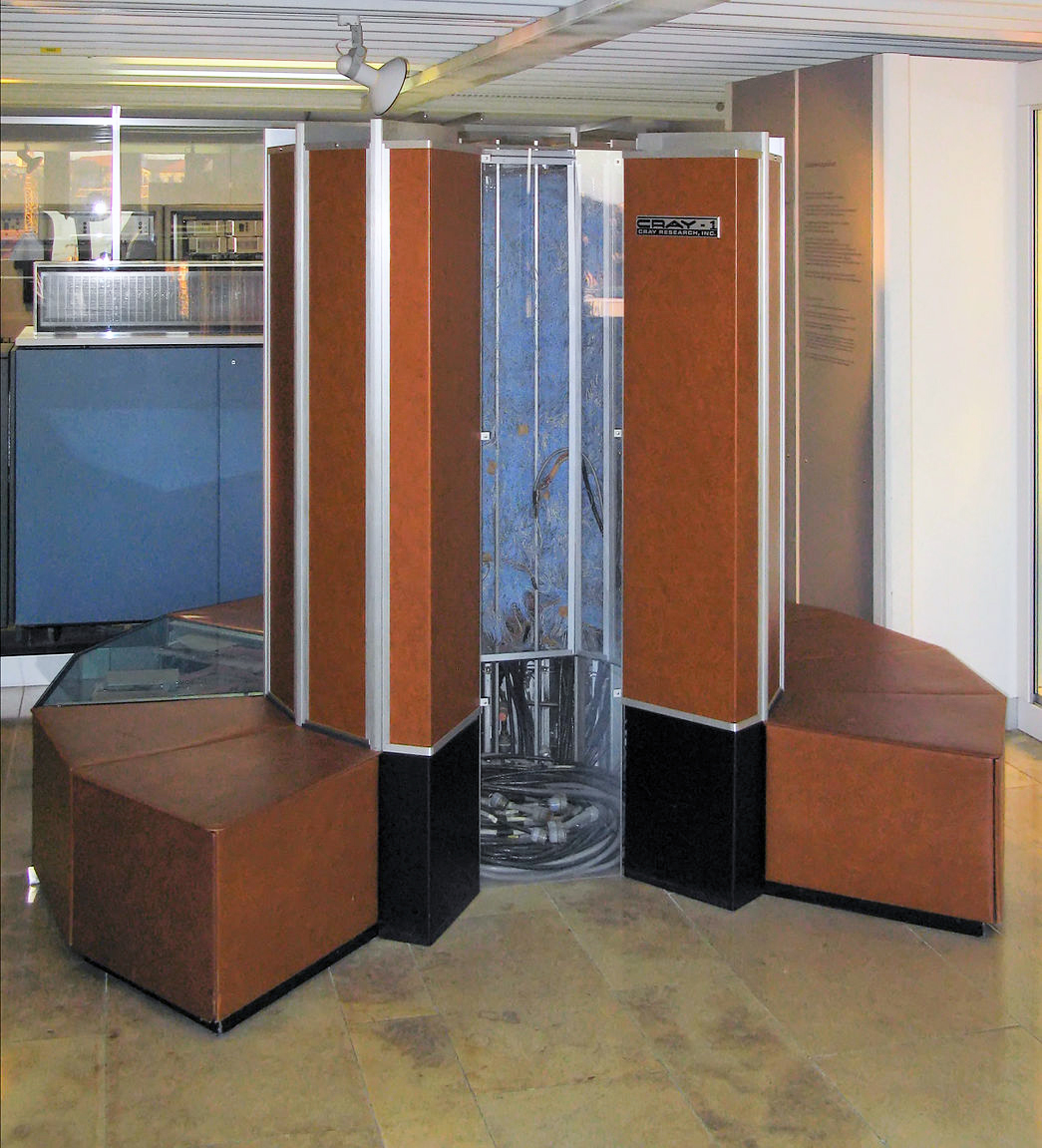
Cray-1 в Німецькому музеї